# Monoplistes haroldi
Monoplistes haroldi är en skalbaggsart som beskrevs av Lansberge 1874. Monoplistes haroldi ingår i släktet Monoplistes och familjen bladhorningar. Inga underarter finns listade i Catalogue of Life.